# Chiffrement du courrier électronique
 (décembre 2010).
 (décembre 2010).
Si vous disposez d'ouvrages ou d'articles de référence ou si vous connaissez des sites web de qualité traitant du thème abordé ici, merci de compléter l'article en donnant les références utiles à sa vérifiabilité et en les liant à la section « Notes et références ».
Le chiffrement du courrier électronique est le chiffrement des messages électroniques par leurs expéditeurs pour que les personnes qui ont accès légalement ou illégalement aux serveurs, aux routeurs et aux liens de communication sur lesquels les messages transitent ne puissent pas les comprendre.

## Introduction
Pourquoi chiffrer le courrier électronique ? Il faut savoir que lorsqu'un message électronique est envoyé, celui-ci transite par plusieurs ordinateurs (le message est enregistré sur le disque dur de ce qu'on appelle des serveurs relais) avant d'arriver sur l'ordinateur du destinataire. Ce « voyage » n'est pas sans péril. En effet, ces ordinateurs appartiennent à des entreprises, des administrations ou des personnes qui peuvent ne pas s'embarrasser de scrupules et lire ce courriel. Celui-ci, de par sa conception même et les protocoles qu'il utilise, circule en clair, c'est-à-dire non chiffré, comme une carte postale sans enveloppe. L'intérêt du chiffrement est là car même si le risque d'interception est faible, il augmente régulièrement. De plus, même si celui qui fait transiter le message a une déontologie professionnelle et une éthique qui lui interdisent de le lire, il peut être important de cacher son contenu, pour protéger d'éventuels secrets professionnels ou tout simplement son intimité.
Pour protéger un document confidentiel, et s'assurer qu'une personne non autorisée n'y aura pas accès, il existe principalement deux approches (complémentaires) :
- le chiffrement, c'est-à-dire le fait de modifier le message pour le rendre incompréhensible, excepté pour ses destinataires légitimes ;
- la stéganographie, c'est-à-dire le fait de dissimuler une information dans un document, ce qui ne sera pas développé ici.

## Chiffrement symétrique
Le premier type de chiffrement à avoir été inventé, bien avant l'ère chrétienne, est le chiffrement symétrique : l'émetteur et le récepteur commencent par se mettre d'accord sur une méthode de chiffrement. Par exemple, ils peuvent décider de remplacer telle lettre par telle autre : A par F, B par M, C par Z, etc. Ensuite, ils doivent s'échanger la clé de chiffrement. Si l'algorithme est une simple permutation de lettres, la clé est le tableau de correspondance entre les lettres non chiffrées et les lettres chiffrées. On parle de chiffrement « symétrique » car l'émetteur et le récepteur doivent connaître une même clé, servant à la fois aux opérations de chiffrement et de déchiffrement. Le chiffrement symétrique est généralement simple, rapide, et il peut être très sûr... pourvu qu'un espion ne puisse pas découvrir la clé privée (secrète) ! Or, avant de pouvoir communiquer ensemble, l'émetteur et le récepteur doivent se mettre d'accord sur cette clé privée. Une solution consiste à se l'échanger en main propre, mais bien sûr ce n'est pas toujours possible. Cet échange initial de la clé de chiffrement est le principal point faible du chiffrement symétrique. Avant la fin du XXe siècle, il était inconcevable qu'il existe un autre type de chiffrement... jusqu'à ce que le chiffrement asymétrique soit inventé.

## Chiffrement asymétrique
Le chiffrement asymétrique, ou chiffrement à clé publique est basé sur l'existence de fonctions mathématiques à sens unique, c'est-à-dire qu'il est facile d'appliquer cette fonction à un message, mais il est extrêmement difficile de retrouver ce message à partir du moment où on l'a transformé. En réalité, on utilise en chiffrement asymétrique des fonctions à sens unique et à « brèche secrète ». Une telle fonction est difficile à inverser, à moins de posséder une information particulière, tenue secrète : la clé privée. À partir d'une telle fonction, voici comment se déroule la « transaction » : Monsieur X souhaite recevoir des messages chiffrés de n'importe qui, pour cela, il génère une fonction à sens unique et à brèche secrète à l'aide d'un algorithme de chiffrement asymétrique (RSA par exemple). Il le diffuse, mais garde secret l'information permettant d'inverser cette fonction. On parle donc de clé publique pour celle qu'on diffuse (sans se soucier de la sécurité) et clé privée pour l'information secrète (propriété de Monsieur X). 
Chaque personne possède un jeu de deux clés : il conserve secrètement la clé de déchiffrement, ce que l'on appelle donc la clé privée, mais il divulgue librement la clé de chiffrement, que l'on appelle la clé publique.
Si Monsieur X veut envoyer un message à Madame Y, il commence par lui demander sa clé publique. Elle peut être transmise sans se soucier de sa confidentialité : elle ne permet que de chiffrer et il n'est pas possible de l'utiliser pour déchiffrer. Grâce à cette clé publique, Monsieur X chiffre son message, et envoie le résultat à Madame Y. Puisque Madame Y est la seule à posséder la clé privée, elle sera la seule à pouvoir déchiffrer le message. L'avantage par rapport au chiffrement symétrique est que la clé de déchiffrement n'est jamais échangée. Le chiffrement asymétrique permet à deux personnes de communiquer ensemble de façon confidentielle, même si une tierce personne se permet d'écouter toutes leurs communications.

### La signature numérique
La signature numérique apporte une sécurité complémentaire au chiffrement. Comment être sûr que le courriel que vous venez de recevoir dans votre boîte de réception est bien celui écrit par l'expéditeur déclaré ? En effet, comment savoir qu'un malfaiteur n'a pas intercepté, changé à sa guise et rendu le message accessible à n'importe qui ? La falsification d'un message tel qu'un relevé bancaire pourrait se révéler catastrophique, c'est pour cela que la signature numérique peut être une véritable solution (dans un cadre légal où elle donne une valeur juridique au message électronique).
Une signature numérique (ou électronique) est un dispositif technique dérivé du chiffrement qui permet d'authentifier vos messages. La clé privée de l'expéditeur sert à signer et la clé publique du destinataire permet de chiffrer les messages envoyés. Les messages reçus sont déchiffrés avec la clé privée du destinataire et authentifiés avec la clé publique de l'expéditeur.

### La toile de confiance
La Toile de confiance (en anglais web of trust) est un concept qui permet de mesurer les liens de confiance entre plusieurs utilisateurs d'un même protocole de chiffrement (par exemple PGP ou OpenPGP). 
En théorie, le détenteur d'une clé publique ne peut signer la clé publique d'un tiers que si ce tiers a pris contact avec lui dans le monde réel en attestant d'un lien fort entre son identité et l'empreinte de sa clé publique qui en théorie ne peut pas être contrefaite. Cela peut prendre la forme par exemple d'une rencontre dans la vie réelle entre les deux correspondants et d'un échange de carte de visites sur lesquelles les empreintes (fingerprint) des deux clés publiques sont imprimées. Lors d'une key signing party, les participants sont invités à prouver leur identité en produisant un document officiel d'identité (carte d'identité nationale), ce qui permet de faire un lien sûr entre la personne présente et l'empreinte que cette dernière nous donne pour authentifier sa clé. 
En pratique, ce lien dans la vie réelle peut-être éludé si, un intermédiaire en qui j'ai pleine confiance a signé lui-même la clé publique de la personne qui m'invite à signer sa clé.

## Aspects légaux
Chiffrer ses courriels peut être totalement libre ou interdit suivant les pays.
En France, la loi prise dans la suite des attentats du 11 septembre 2001 aux États-Unis prévoit qu'en cas de demande des autorités, le refus de fournir sa clé privée est passible de 3 ans de prison et de 45 000 euros d'amende. Il en va de même pour les clés permettant de chiffrer les courriels comme de n'importe quel contenu chiffré. 